# Cortinicara biloba
Cortinicara biloba es una especie de coleóptero de la familia Latridiidae.

## Distribución geográfica
Habita en Chile.